# Trichaeta albiplaga
Trichaeta albiplaga är en fjärilsart som beskrevs av Walker 1862. Trichaeta albiplaga ingår i släktet Trichaeta och familjen björnspinnare. Inga underarter finns listade i Catalogue of Life.